# Liste der deutschen Botschafter in Angola
Die Liste der deutschen Botschafter in Angola enthält die Botschafter der Bundesrepublik Deutschland in Angola. Sitz der Botschaft ist in Luanda.
Die Bundesrepublik Deutschland eröffnete 1954 ein Konsulat in Luanda. Dieses wurde 1969 in ein Generalkonsulat umgewandelt. 1979 wurden diplomatische Beziehungen aufgenommen und das Generalkonsulat wurde zur Botschaft.
| Name                    | Amtszeit  |
| ----------------------- | --------- |
| Hans-Joachim Dunker     | 1980–1982 |
| Karl Wand               | 1983–1985 |
| Hannspeter Disdorn      | 1985–1989 |
| Hans Helmut Freundt     | 1989–1993 |
| Helmut van Edig         | 1993–1998 |
| Hendrik Dane            | 1998–2001 |
| Klaus-Christian Kraemer | 2001–2005 |
| Ingo Winkelmann         | 2005–2007 |
| Bernd Morast            | 2007–2009 |
| Jörg-Werner Marquardt   | 2009–2014 |
| Rainer Müller           | 2014–2018 |
| Dirk Lölke              | 2018–2021 |
| Stefan Traumann         | seit 2021 |